# Тојхерн
Тојхерн (њем. Teuchern) град је у њемачкој савезној држави Саксонија-Анхалт. Једно је од 43 општинска средишта округа Бургенланд. Према процјени из 2010. у граду је живјело 3.470 становника. Посједује регионалну шифру (AGS) 15084490.

## Географски и демографски подаци
Тојхерн се налази у савезној држави Саксонија-Анхалт у округу Бургенланд. Град се налази на надморској висини од 175 метара. Површина општине износи 16,6 km². У самом граду је, према процјени из 2010. године, живјело 3.470 становника. Просјечна густина становништва износи 209 становника/km².

## Међународна сарадња
| Мјесто | Држава    | Врста сарадње | Од    |
| ------ | --------- | ------------- | ----- |
|        | Француска | партнерство   | 1996. |
|        | Француска | партнерство   | 1996. |
| Извор  |           |               |       |